# GeForce 256
GeForce 256 je grafická karta společnosti NVidia. Je známá také pod klasickým jménem GeForce. Její uvedení na trh proběhlo v srpnu 1999. Od svého přímého předchůdce (RIVA TNT 2) je obohacená o počet pixel pipeline, „offloading host“, geometrické výpočty, hardwarové přehrávání videa MPEG-2 a především implementací transformací a nasvícení (T&L, transform and lighting).
GeForce 256 natrvalo ovlivnila budoucnost počítačových her až dodnes. NVIDIA se svým upevněným postavením lídra začala úspěšně vytláčet konkurenci, hlavně 3dfx.

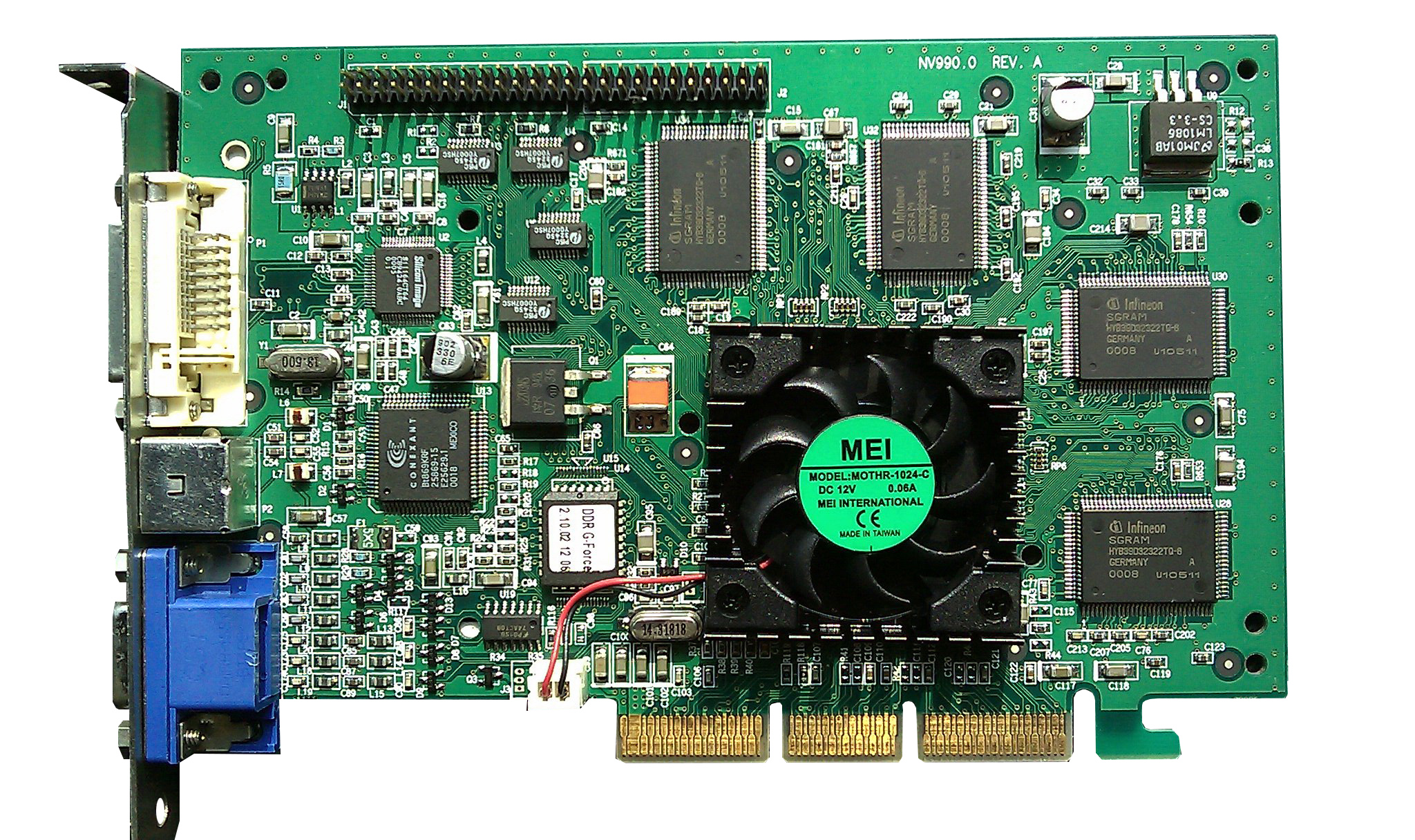
VisionTek GeForce 256 DDR

## První GPU
Díky vzniku GeForce 256 byla na světě první GPU (grafická procesorová jednotka), zadefinovaná firmou nVidia. Termín GPU se začal chápat jako čip s integrovaným T&L, nastavením uspořádání trojúhelníků, nový renderovací engine pracující s minimálně 10 miliony polygonů za sekundu. Některé věci přitom byly identické s profesionálními kartami (ty měly geometrické procesory).
Shodovaly se v principu hardwarové akcelerace T&L (DirectX 7 a OpenGL).

## Technologie
NVIDIA byla jedním z prvních výrobců 3D karet s integrovaným T&L. Předtím muselo mnoho výpočtů vykonávat CPU počítače. Základní geometrie trojúhelníků byla implementovaná už v kartě Voodoo2 a Rendetion Verite, ale T&L znamenalo skutečně velký skok dopředu. Recenze hodnotily nové řešení značně pozitivně. Schopnosti GF256 a její potenciál daleko převyšoval tehdy existující grafiky (TNT 2, ATI Rage 128, 3dfx Voodoo3, Matrox Millenium G400 MAX). Bez ohledu na to, hry v roce 1999 neposkytovaly využití pro vyspělé funkce GF256 (s výjimkou Quake 3 a Unreal Tournament).
GeForce 256 byla ve své době velmi drahou grafickou kartou. Často také dostávala přívlastek „jen na hraní“. O něco později uvedla NVidia slabší variantu nabízející většinu funkcí za poloviční cenu - GeForce 2 MX.

## Profesionální verze Quadro
Byla postavená na základě grafické karty GeForce 256 a určená hlavně pro pracovní stanice (různá studia). Nebyla tedy určená pro běžného zákazníka. Quadro tím podtrhovalo svého sourozence, GF 256. Mnoho profesionálů tvrdilo o GF 256, že mohla být také využívána jako Quadro (pravda, s o něco nižším výkonem). Pro běžného uživatele bylo GF 256 velmi drahou volbou a naopak mezi profesionály byl přezdívaný jako "chudý chlapík mezi profesionálními kartami."

## Technická specifikace
| Jméno karty     | Frekvence jádra | Frekvence pamětí | Celková propustnost | Pixel pipeline | Typ sběrnice | Šířka sběrnice | Velikost paměti |
| --------------- | --------------- | ---------------- | ------------------- | -------------- | ------------ | -------------- | --------------- |
| GeForce 256 SDR | 120 MHz         | 166 MHz          | 2.7 GB/s            | 4              | SDR          | 128bitová      | 32 MB           |
| GeForce 256 DDR | 120 MHz         | 150 MHz          | 4.8 GB/s            | 4              | DDR          | 128bitová      | 32 / 64 MB      |